# Краузе, Иван Фёдорович
Иван Фёдорович Краузе (нем. Karl Krause; ок. 1787 — 1839) — директор московских Лазаревского и Дворянского институтов.

## Биография
Карл Краузе родился в Пруссии около 1787 года. Прибыл в Россию в 1811 году; принял российское подданство; в 1821 году перешёл в православие и стал называться Иваном Фёдоровичем.
После испытания в Казанском университете на знание французского и немецкого языков, с 1814 стал преподавать в университете. Кроме этого давал частные уроки и с апреля 1819 года преподавал в Казанской гимназии. С 23 марта 1821 года преподавал в университете также и немецкий язык. С 27 сентября 1824 года занимал должность адъюнкта французской словесности с сохранением должности лектора немецкого языка. Дополнительно, с марта 1825 года был секретарём цензурного комитета, с 13 января 1826 года — секретарём отделения словесных наук. Был уволен в 1826 году из-за поддержки им М. Л. Магницкого. Были издан его «Курс теоретико-практический языка французского» (в 3-х ч. — М.:, 1824.
Переехал в Москву. Став директором Лазаревского института восточных языков, открыл в «армянской господ Лазаревых гимназии» пансион для дворян, в который, в частности, был помещён в 1829 году И. С. Тургенев с братом; И. Ф. Краузе занимался с ними английским языком и другими предметами.
В 1837 году назначен инспектором Московского дворянского института, а в 1837—1839 годах был его директором. В 1838 году по его выбору были переведены в Царскосельский лицей два лучших ученика: Михаил Салтыков и Иван Павлов.
Жена — Варвара Ивановна. Их сыновья: Николай (01.01.1824 —?), канцелярский служитель Казанской казенной палаты; Леонтий (17.04.1832—?), учитель мусульманского училища в Баку. Род был внесён в 3-ю часть дворянской родословной книги по определению Казанского дворянского депутатского собрания от 2 сентября 1853 года, но указом Герольдии от 07.06.1854 не утверждён.
Скончался 24 ноября (6 декабря) 1839 года. Похоронен на Ваганьковском кладбище.